# ارنست ویلارد گیبسون
ارنست ویلارد گیبسون (به انگلیسی: Ernest Willard Gibson) سناتور سابق عضو حزب جمهوری‌خواه ایالات متحده آمریکا بود. وی در سال ۱۹۳۳ تا ۱۹۴۰ میلادی سناتور ایالت ورمانت در سنای ایالات متحده آمریکا بود.